# Bactrochondria hoi
Bactrochondria hoi is een eenoogkreeftjessoort uit de familie van de Chondracanthidae. De wetenschappelijke naam van de soort is voor het eerst geldig gepubliceerd in 1985 door Pillai.